# Liste der Pfarren im Dekanat Zwettl
Das Dekanat Zwettl ist ein Dekanat der römisch-katholischen Diözese St. Pölten.

## Kirchengebäude und Kapellen
| Pfarre                                    | Pfarrverband             | Ink.                           | Seit               | Patrozinium                | Kirchengebäude und Kapellen                                    | Bild |
| ----------------------------------------- | ------------------------ | ------------------------------ | ------------------ | -------------------------- | -------------------------------------------------------------- | ---- |
| Altmelon                                  | Arbesbach–Groß Gerungs   |                                | 1259               | Hl. Jakobus der Ältere     | Pfarrkirche Altmelon                                           |      |
| Arbesbach                                 | Arbesbach–Groß Gerungs   |                                | 1246               | Hl. Ägidius                | Pfarrkirche Arbesbach                                          |      |
| Bad Traunstein                            | St. Josef im Waldviertel |                                | 1361               | Hl. Georg                  | Pfarrkirche Bad Traunstein                                     |      |
| Bärnkopf                                  | St. Josef im Waldviertel |                                | 1905               | Hl. Anna                   | Pfarrkirche Bärnkopf                                           |      |
| Brand bei Loschberg (Gemeinde Waldhausen) | Herz Jesu im Waldviertel |                                | 1330               | Hl. Georg                  | Pfarrkirche Brand bei Loschberg                                |      |
| Etzen                                     |                          | Zwettl (OCist)                 | um 1400, neu 1784  | Hl. Laurentius             | Pfarrkirche Etzen                                              |      |
| Friedersbach (Gemeinde Zwettl)            |                          |                                | 1159               | Hl. Laurentius             | Pfarrkirche Friedersbach                                       |      |
| Grafenschlag                              | Herz Jesu im Waldviertel |                                | 1374               | Hl. Martin                 | Pfarrkirche Grafenschlag                                       |      |
| Grainbrunn (Gemeinde Sallingberg)         |                          |                                | 1784               | Mariä Himmelfahrt          | Pfarrkirche Grainbrunn Bründlkapelle Grainbrunn                |      |
| Griesbach                                 | Arbesbach–Groß Gerungs   |                                | 1784               | Hl. Nikolaus               | Pfarrkirche Griesbach                                          |      |
| Groß Gerungs                              | Arbesbach–Groß Gerungs   |                                | vor 1295           | Hl. Margareta              | Pfarrkirche Groß Gerungs                                       |      |
| Großglobnitz (Gemeinde Zwettl)            |                          |                                | 16. Jh.            | Hl. Pankratius             | Pfarrkirche Großglobnitz Karner Großglobnitz                   |      |
| Großgöttfritz                             | Herz Jesu im Waldviertel |                                | 1751               | Hl. Leonhard               | Pfarrkirche Großgöttfritz                                      |      |
| Großreinprechts                           |                          |                                | 13. Jh.            | Hl. Vitus                  | Pfarrkirche Großreinprechts                                    |      |
| Gutenbrunn am Weinsberg                   | St. Josef im Waldviertel |                                | 1957               | Mariä Heimsuchung          | Pfarrkirche Gutenbrunn am Weinsberg                            |      |
| Jagenbach (Gemeinde Zwettl)               |                          | Zwettl (OCist)                 | 1900               | Hl. Antonius von Padua     | Pfarrkirche Jagenbach                                          |      |
| Jahrings (Gemeinde Zwettl)                |                          |                                | 1330, neu 1783     | Hl. Michael                | Pfarrkirche Jahrings                                           |      |
| Kirchbach in Niederösterreich             | St. Josef im Waldviertel |                                | 13. Jh.            | Hl. Michael                | Pfarrkirche Kirchbach in Niederösterreich                      |      |
| Langschlag                                | Arbesbach–Groß Gerungs   |                                | 1209, neu 1784     | Hl. Stephanus              | Pfarrkirche Langschlag                                         |      |
| Marbach am Walde (Gemeinde Zwettl)        |                          |                                | 1338               | Hl. Jakobus der Ältere     | Pfarrkirche Marbach am Walde Friedhofskapelle Marbach am Walde |      |
| Martinsberg                               | St. Josef im Waldviertel |                                | 1140               | Hl. Martin                 | Pfarrkirche Martinsberg                                        |      |
| Niedergrünbach                            |                          |                                | 16. Jh.            | Hll. Philippus und Jakobus | Pfarrkirche Niedergrünbach                                     |      |
| Niedernondorf                             | Herz Jesu im Waldviertel |                                | 1429               | Hl. Nikolaus               | Pfarrkirche Niedernondorf                                      |      |
| Oberkirchen                               | Arbesbach–Groß Gerungs   |                                | 1248               | Hl. Nikolaus               | Pfarrkirche Oberkirchen                                        |      |
| Oberstrahlbach (Gemeinde Zwettl)          |                          | Zwettl (OCist)                 | 1783               | Allerhlgst. Dreifaltigkeit | Pfarrkirche Oberstrahlbach                                     |      |
| Rappottenstein                            | St. Josef im Waldviertel |                                | 1259               | Hll. Petrus und Paulus     | Pfarrkirche Rappottenstein                                     |      |
| Rastenfeld                                |                          |                                | 1330               | Mariä Himmelfahrt          | Pfarrkirche Rastenfeld                                         |      |
| Rieggers (Gemeinde Zwettl)                |                          |                                | 1751               | Hl. Stephanus              | Pfarrkirche Rieggers                                           |      |
| Sallingberg                               |                          | Kloster Imbach, Stift Göttweig | 1269               | Hl. Johannes der Täufer    | Pfarrkirche Sallingberg                                        |      |
| Sallingstadt                              |                          | Zwettl (OCist)                 | 16. Jh., neu 1783  | Hl. Martin                 | Pfarrkirche Sallingstadt                                       |      |
| Schloss Rosenau (Gemeinde Zwettl)         |                          |                                | 1740               | Allerhlgst. Dreifaltigkeit | Pfarrkirche Schloss Rosenau                                    |      |
| Schweiggers                               |                          | Zwettl (OCist)                 | 1156               | Hl. Ägidius                | Pfarrkirche Schweiggers                                        |      |
| Schönbach                                 | St. Josef im Waldviertel |                                | vor 1371, neu 1700 | Maria Rast                 | Pfarrkirche Schönbach in Niederösterreich                      |      |
| Waldhausen in Niederösterreich            | Herz Jesu im Waldviertel |                                | 1400, neu 1784     | Hll. Petrus und Paulus     | Pfarrkirche Waldhausen in Niederösterreich                     |      |
| Wurmbrand                                 |                          | Zwettl (OCist)                 | 1785               | Hl. Pankratius             | Pfarrkirche Wurmbrand                                          |      |
| Zwettl-Stadt                              |                          |                                | 11. Jh.            | Mariä Himmelfahrt          | Katholische Pfarrkirche Zwettl-Niederösterreich                |      |
| Zwettl-Stift                              |                          | Zwettl (OCist)                 | 1783               | Mariä Himmelfahrt          | Stiftskirche Zwettl vom Stift Zwettl                           |      |

## Dekanat Zwettl
Das Dekanat umfasst 37 Pfarren.
Dechanten
- 1984–2008 Franz Kaiser, Pfarrer in Zwettl
- 2008–2016 Albert Filzwieser, Pfarrer in Schweiggers und Sallingstadt[1][2]
- seit 2016 Andreas Bühringer, Pfarrer in Groß Gerungs und Oberkirchen